# Морска пехота на Украйна
Морската пехота на Украйна (на украински: Морська піхота України) е част от войските за брегова отбрана на ВМС на Украйна. Използва се като съставна част от десантни и въздушно-десантни операции, самостоятелно или координирано с формирования и части на армията за завземане на части от морския бряг, острови, пристанища, флотски бази, брегови летища и други крайбрежни обекти. от врага. Може също да се използва за защита на военноморски бази, жизненоважни брегови зони, отделни острови и крайбрежни обекти и обезопасяване на конфликтни зони.

## Мисия
Мисиите на Военноморската пехота са:
- Да действат независимо по време на атаки срещу военноморски съоръжения, пристанища, острови и крайбрежни зони на противника.
- Да пазят крайбрежните зони от противника и осигуряване сигурност по време на десанта на основните сили.[2]

Мотото е „Вірний завжди!“ ("Винаги верни!")

## История
Корпусът на морската пехота води началото си от формированията на военноморската пехота на Черноморския флот от бившия руски имперски флот.

### Хетманство
Бившият генерал на руската имперска армия Павло Скоропадски разбира значението на морската пехота за осигуряване на сигурността на страната. Като главнокомандващ на сухопътните и военноморските сили, Скоропадски призовава към създаването на военноморската пехота през първия си месец на власт. На 23 май 1918 г. той заповядва на Министерството на флота да започне формирането на бригада от морска пехота, състояща се от три полка.
Мисията на военноморската пехота е да защитава крайбрежните райони, да служи като гарнизонна сила и да провежда десантни операции. Според заповедта бригадата е разделена на три полка. Първи полк отговаря за районите между западната граница до село Сухавка, близо до Одеса. Втори полк отговаря за територията между Сучавка и Станиславов. Трети полк защитава районите от Станиславов до Перекоп. Бригадата е натоварена и с охраната на имуществото на Военноморските сили.
Всеки от трите полка се състои от три курина. Всеки курин се състои от три сотни и една картечница. Комендант на първия полк е Иларион Исаевич.
На 31 август 1918 г. всяка част получава постоянен щаб. Щабът на първия полк се намира в Одеса, на втория в Николаев и на третия в Херсон. Също по това време са сформирани 3 ескадрона кавалерия. Първият е разположен в Одеса, втори в Очаков и трети в Перекоп.
През октомври 1918 г. новобранците, родени през 1899 г. се присъединят към редиците на военноморската пехота, но поради политическата ситуация от тази есен те трябва да изчакат подходящото време.
Не след дълго, Павло Скоропадски е отстранен от властта с бунт, воден от Симон Петлюра. Военноморската пехота продължава вярно да служи на своята нация под знамето на Украинската народна република. Много от тях загиват за свободата и независимостта.

### Съвременна история
На 22 февруари 1993 г. 880-и отделен пехотен батальон на Черноморския флот, командван от майор Виталий Рожманов, се заклеват във вярност към Украйна.
След създаването на Военноморските сили на 1 юли 1993 г. като отделен род на въоръжените сили, в град Севастопол е сформиран първият батальон на Военноморската пехота. Първите морски пехотинци са прехвърлени от въздушно-мобилните части. На 1 септември 1993 г. е сформиран 41-ви отделен морски пехотен батальон. До 20 септември 1994 г. 4-та военноморска пехотна бригада е дислоцирана в село Тилове в Крим.
От май 1996 г. до 1998 г. бригадата е част от украинската национална гвардия. През 1998 г. тя е прехвърлена на ВМС и преназначена като 1-ва отделна военноморска пехотна бригада. През 1999 г. бригадата се състои от два батальона с 1500 морски пехотинци. През 2003–04 г. украинските въоръжени сили приемат програма за намаляване на броя на бригадите, а бригадата на военноморската пехота е намалена до батальон.
Командването на Военноморските сили на въоръжените сили на Украйна взима решение за сформиране на нов батальон морска пехота със сила на механизиран батальон, разположен в Керч. През декември 2013 г. военните от новия 501-ви отделен военноморски пехотен батальон полагат клетва на военноморската пехота.
1-ви отделен военноморски пехотен батальон е под юрисдикцията на 36-та отделна бригада за брегова отбрана и е разположен във Феодосия, а също така имаше батальон, който е разположен в Керч; и двата са в Крим до края на март 2014 г. След руската анексия на Крим батальоните са разположени на друго място извън полуострова. След анексирането на Крим, морските сили на Украйна се състоят само от около 200 военнослужещи.
Специални разузнавателни части на морската пехота са разположени срещу сепаратистите по време на войната в Донбас през 2014 г. Олександър Зинченко от 73-ти отряд на спецназ е първият украински морски пехотинец, убит по време на войната в Донбас. Украинската морска пехота е особено силно засегната от кризата в Крим, тъй като всичките им сили, с изключение на 73-ти отряд на спецназ, са разположени именно на полуострова, поради което подразделението претърпява обширна реорганизация, преди да може да бъде изпратено в Донбас.
През септември 2014 г. Министерството на отбраната обявява, че морската пехота се реформира от кризата в Крим и останалите членове на 1-ви батальон на морската пехота, разположен във Феодося, ще вземат активно участие във войната в Донбас.  На 29 октомври 2014 г. конвенционалните сили на морската пехота на Украйна, наскоро възстановени от кризата в Крим, претърпяват първата си загуба близо до Мариупол, където морския пехотинец е убит, когато позицията на неговата част попада под обстрела на руската артилерия.
На 8 ноември 2014 г. украинските морски пехотинци се връщат на постоянното си място на дислокация в Николаев, като част от редовна ротация на украинските сили по време на войната в Донбас.
На 23 май 2018 г. морската пехота отпразнува първи рожден ден, като празникът е официално обявен от президента Петро Порошенко като част от национализиране на бивши съветски празници, заменяйки тези с празниците на украинската военна история. Празникът отбелязва формирането на първите морски части през май 1918 г., по време на Украинската война за независимост. Пехотата е трансформирана във Флотска морска дивизия с 2 бригади и отделна бригада морска артилерия. Бившите черни барети са променени в светлозелени по модел на британските кралски морски пехотинци и италианската армия Лагунари.